# أشتون كونستنت
أشتون كونستنت (بالإنجليزية: Ashton Constant)‏ هو لاعب اتحاد الرغبي جنوب أفريقي، ولد في 28 سبتمبر 1983 في كيب تاون في جنوب أفريقيا.